# FC Wangen bei Olten
O FC Wangen bei Olten é um clube de futebol com sede em Wangen bei Olten, Suíça. A equipe compete na Swiss 1. Liga.

## História
O clube foi fundado em 1930. 